# Goats Head Soup
Goats Head Soup er et album fra The Rolling Stones, som blev udgivet i 1973. Det blev indspillet som opfølgeren til Exile On Main St. fra 1972.

## Historie
Efter at The Rolling Stones havde udgivet det populære Exile On Main St. blev der store forventninger til det næste album, Goats Head Soup. Albummet levede imidlertid ikke op til forventningerne, og regnes som starten på the Rolling Stones dårlige 1970er periode, der ikke sluttede før albummet Some Girls i 1978.
Med ballader som "100 Years Ago", "Coming Down Again", "Winter" og "Angie" fremstår The Rolling Stones på dette album i en mere nedtonet, og mindre rocket udgave end på forgængeren. Sidste nævnte nummer "Angie" huskes nok bedst fra dette album, der blev et hit over hele verden. Til trods for de almindelige rygter handler denne sang ikke om David Bowies kone Angie, men om Keith Richardss forhold til sin kæreste Anita Pallenberg. Titlen "Angie" er deres fælles datters navn, Dandelion/ Angela. Keith Richards datter sammen med Anita Pallenberg, Dandelion, skiftede i sine teenagere år navnet til Angela.
Nævneværdigt er også albummets sidste nummer "Star Star". Dette nummer hed oprindeligt "Starfucker", men titlen blev siden hen ændret. Nummeret vakte stor opmærksomhed med sin grove tekst omkring groupies. 
På den amerikanske udgivelse blev ordene pussy, samt en henvisning til John Wayne fjernet, men begge dele blev inkluderet i den senere cd-udgivelse.
Albummet indeholdt også en af The Rolling Stones få politiske tekster. "Doo Doo Doo Doo Doo (Heartbreaker)", der er en politisk sang der kritiserer New York City Police for at de ved et uheld skød på en ti årig dreng, som de hævdede at de havde mistænkt som bankrøver.
Dette album blev det sidste som produceren Jimmy Miller lavede sammen med dem. Han havde arbejdet sammen med bandet siden Beggars Banquet, fra 1968. Grunden til han sluttede var udmattelse, og angiveligvis et stort heroin misbrug.
Udover de officielle medlemmer af bandet optrådte andre kunstner som Billy Preston, Nicky Hopkins og Ian Stewart også på Goats Head Soup.
Albummet blev udgivet i slutningen af august 1972, og blev nummer et verden over i tide for deres nye tour i Europa. Det solgte tre dobbelt platin i USA.

## Spor
- Alle sangene er skrevet af Mick Jagger and Keith Richards udtaget hvor andet er påført. Winter blev angiveligvis skrevet af jagger og Mick Taylor, men Taylor blev ikke krediteret for den.

1. "Dancing With Mr. D" – 4:53 
  -  Med  Nicky Hopkins på klaver. Mick Taylor på bas.
2. "100 Years Ago" – 3:59 
  -  Med Billy Preston på clavinet.
3. "Coming Down Again" – 5:54 
  -   Med Nicky Hopkins på klaver, og Keith Richards som sanger og, Mick Taylor på bas.
4. "Doo Doo Doo Doo Doo (Heartbreaker)" – 3:27 
  -   Med Billy Preston  på klaver.
5. "Angie" – 4:33 
  -  Med Nicky Hopkins  på klaver.
6. "Silver Train" – 4:27 
  -  Med Ian Stewart  på klaver, og Keith Richards på bas.
7. "Hide Your Love" – 4:12 
  -  Med Mick Jagger  på klaver. Optaget under prøverne på The Doelen i Rotterdam, Holland, i sommeren 1973.
8. "Winter" – 5:31 
  -  Med Nicky Hopkins på klaver.
9. "Can You Hear The Music?" – 5:31 
  -  Med Nicky Hopkins på klaver.
10. "Star Star" – 4:25 
  -  Med Ian Stewart på klaver. Original titlen på nummeret er "Starfucker", men titlen blev ændret af hensyn til salget, og udsendelserne på radioen.

## Musikere
- Mick Jagger – Sang, Kor, Guitar, Akustisk Guitar, klaver, Mundharmonika
- Keith Richards – Kor, Guitar, Elektriske Guitar, Sang, Akustisk Guitar, Bas
- Mick Taylor – Elektriske Guitar, Kor, Akustisk Guitar, Slide Guitar, Bas, Guitar
- Charlie Watts – Trommer
- Bill Wyman – Bas
- Chuck Finley – Trompet
- Nicky Harrison – Strenge Arrangement
- Nicky Hopkins – Klaver
- Jim Horn – Fløjte
- Bobby Keys – Saxofon
- Jimmy Miller – Perkussion
- Pascal – Perkussion
- Billy Preston – Klaver, Orgel, Clavinet, Perkussion
- Jim Price – Saxofon
- Rebop – Perkussion
- Ian Stewart – Klaver

### Fodnote
1. ↑  Angie
2. ↑  "The Nets Biggest Keith Richards Resource". Arkiveret fra originalen 18. september 2007. Hentet 12. august 2007.
3. ↑  Star Star
4. ↑  Doo Doo Doo Doo Doo